# Memorial do USS Arizona
O USS Arizona Memorial (em português: Memorial do USS Arizona) é um memorial-museu, localizado em Pearl Harbor, Havaí, Estados Unidos. O memorial demarca o antigo ancoradouro do USS Arizona, afundado  pelas tropas japonesas, e serve também como cemitério para as 1.102 vítimas do Ataque a Pearl Harbor, em 7 de dezembro de 1941. Esta operação militar japonesa foi o estopim para que os Estados Unidos declarasse sua entrada formal na Segunda Guerra Mundial.
O memorial, acessível somente por balsas, foi construído em 1962 aproveitando a carcaça do USS Arizona e atualmente recebe mais de 1 milhão de visitantes anualmente. A estrutura do museu é em forma de ponte e atravessa o navio naufragado sem tocá-lo, sendo sustentada nas duas extremidades. O local dispõe de um centro de informações (USS Arizona Memorial Visitor Center) e uma lápide em honra aos militares mortos durante o ataque. Todo o conjunto é operado pelo Serviço Nacional de Parques com apoio da Marinha dos Estados Unidos e foi declarado Marco Histórico Nacional em 5 de maio de 1989.